# 稲垣梨菜
稲垣 梨菜（いながき りな、1998年2月20日 - ）は、日本の歌手、元ローカルアイドル。
福岡県出身。筑豊ご当地アイドルSmileのメンバーであったが、2016年9月30日に卒業し、2017年からソロシンガーとして活動中。

## 来歴
2013年
- 09月23日：飯塚市の嘉穂劇場にて筑豊ご当地アイドルSmile 2期生としてステージデビュー。

2016年
- 04月01日：Smile TEAM Eastとして東京を拠点に活動を開始。
- 09月30日：筑豊ご当地アイドルSmileを卒業。[1]

2017年
- 01月15日：きゅーアイ的な歌祭 Vol.9（天神ポケット）に出演。ソロデビュー。[2]
- 02月14日：九州アイドルTVバレンタインSPに出演。
- 02月25日：きゅーアイ的な歌祭 Vol.10（天神ポケット）に出演。
- 02月26日：TP Music Meeting Vol.1に出演。
- 05月28日：第3回住まい博（イイヅカコスモスコモン）に出演。
- 06月30日：Happy Friday Pocket Vol.4（天神ポケット）に出演。4か月ぶりのライブ。[3]
- 07月01日：筑豊のフリーマガジン『Hen』07号のChikuhou Street snapのページに写真掲載。[4]
- 08月05日：田川文化センターでの『子育てフェスタ』に出演。
- 08月20日：桂川住民センターでの『夏まつり桂川2017』に出演。
- 11月12日：嘉麻市社会教育施設なつき文化ホールにて『SUPER BOWL FESTIBAL[要検証 – ノート] 2017』に出演。

2018年
- 07月14日：博多新劇座での『一城風馬お誕生日会特別公演』に出演。
- 08月19日：桂川住民センターでの『夏まつり桂川2018』に出演。
- 10月21日：かいた産業まつりin2018に出演。

2019年
- 03月24日：桂川住民センターでの『SUPERBOWL  FESTIVAL』に出演。
- 04月06日：大丸エルガーラ・パサージュ広場での『WHITE MARCHE IN PASSAGE』に出演。
- 07月07日：田川市の結婚式場 夢の丘 ザ・ブリティッシュヒルズでの『筑豊コレクション』に出演。
- 07月18日：嘉麻赤十字病院での『夏祭り』に出演。
- 07月19日：嘉麻赤十字病院での『夏祭り』に出演。
- 08月18日：桂川住民センターでの『夏まつり桂川2019』に出演。
- 011月10日：石炭記念公園での『筑豊スピリット2019』に出高下恵里花と出演。

2020年
- 01月18日：田川市のライブハウス、ダイヤモンドムーンでの『あそびまSHOW』に高下恵里花とダンスチームのMADCREWと出演、歌とダンスを披露。

## 人物
- 趣味・特技：歌うこと、音楽を聴くこと、バレーボール
- 好きな食べ物：お肉
- 好きなタイプ：尽くしてくれる人
- チャームポイント：えくぼ